# Guilin
Guilin (桂林, Guìlín in Pinyin, Kuei-lin in Wade-Giles, Gveihlaem in Zhuang) è una città della Cina nel Guangxi, considerata una delle più pittoresche del Paese. 
Situata nel nord-est della regione del Guangxi, è posta sulla riva ovest del fiume Li. La città-prefettura comprende vaste aree rurali, mentre la città vera e propria ha una popolazione di circa 670 000 abitanti.

## Origini del nome
Il suo nome significa "foresta di Osmanthus fragrans" per il largo numero di queste piante nella città.

## Storia
Nel 314 a.C. un piccolo villaggio fu costruito sulle sponde del Lijiang. Nel 214 a.C. nei pressi di Guilin fu scavato il canale Lingqu, di fondamentale importanza militare, politica ed economica perché collega il fiume Azzurro con il fiume delle Perle; Guilin si trovò così al centro dello sviluppo della regione come punto di passaggio tra la Cina Centrale e quella del Sud. Nel 111 a.C., durante il governo dell'imperatore Han Wudi della dinastia Han, fu istituita la contea di Shi An, che è ritenuta all'origine della città, le cui mura furono costruite quello stesso anno.
Nel 507 d.C. la città viene rinominata Guizhou. Già all'inizio della dinastia Tang (618-960) era diventata il centro politico della regione e nei due secoli successivi era già una nota destinazione turistica e culturale in patria e all'estero. Nel periodo della dinastia Song (960-1279) ebbe ulteriore sviluppo economico e culturale al punto di essere definita la "capitale del Sud-ovest". Fu il capoluogo della provincia del Guanxi durante la dinastia Ming (1368-1644) e la dinastia Qing (1644-1911), periodi nei quali si espanse sensibilmente.
Nel 1921 fu uno dei quartieri generali della Spedizione del Nord, organizzata da Sun Yat-sen. Nel 1940 la città prese il suo nome attuale. Con l'apertura al turismo internazionale nel 1973, Guilin vide l'arrivo di molti visitatori stranieri e in quel periodo si diede una moderna riorganizzazione delle strutture e attività turistiche. Nel 1981 fu inserita nella lista delle quattro città dove era prioritaria la tutela del patrimonio storico e culturale e degli scenari naturali dalla Cina. L'anno successivo fu nominata tra le ventiquattro città storico-culturali del paese. Un'ulteriore crescita del turismo vi fu dopo che Guilin fu inserita nel 1985 tra le sette "città-chiave cinesi del turismo".

## Geografia fisica

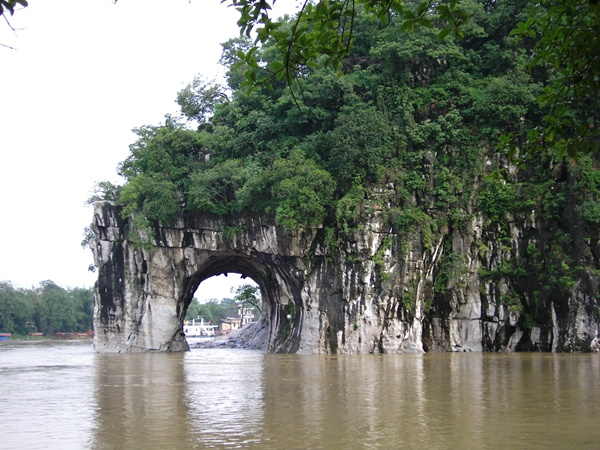
La collina della Proboscide dell'Elefante

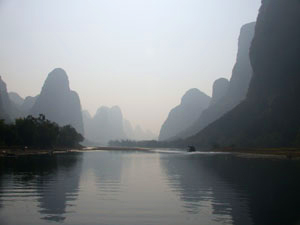
Il fiume Li

### Territorio
(Fan Chengda, studioso cinese della dinastia Song)
Guilin occupa un'area di 27 809 km². Sita in una regione subtropicale, è caratterizzata da tipiche formazioni carsiche con modesti rilievi. Essi sono la Collina dove si accumulano i colori, la Collina della Proboscide dell'Elefante, la Collina delle Sette Stelle, la Collina di Fubo, la Collina di Lipu e la Collina di Yaoshan. È attraversata dal Lijiang.

### Clima
La zona rientra sotto l'influenza dei monsoni, che favoriscono un clima subtropicale umido, caldo e piovoso, caratterizzato da inverni temperati ed estati lunghe, calde ed umide. Il monsone dura da marzo ad agosto e poi lascia il posto alla stagione secca. La media delle precipitazioni annue è di 1 920 mm. La media delle temperature minime è di 15,8 °C e quella delle massime di 23,1 °C. Le precipitazioni nevose sono rare. Il periodo migliore è tra settembre e novembre, con temperature gradevoli e scarse piogge.

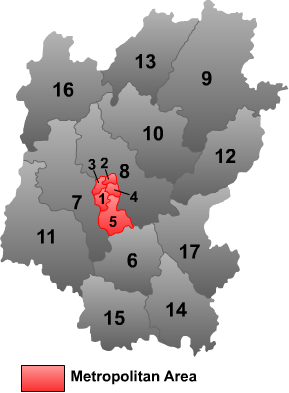
Distretti e contee che formano la città-prefettura

## Suddivisioni amministrative
1. Distretto di Xiangshan
2. Distretto di Diecai
3. Distretto di Xiufeng
4. Distretto di Qixing
5. Distretto di Yanshan
6. Contea di Yangshuo
7. Contea di Lingui
8. Contea di Lingchuan
9. Contea di Quanzhou
10. Contea di Xing'an
11. Contea di Yongfu
12. Contea di Guanyang
13. Contea di Ziyuan
14. Contea di Pingle
15. Contea di Lipu
16. Contea autonoma di Longsheng
17. Contea autonoma Yao di Gongcheng

## Società

### Etnie e minoranze straniere
I gruppi etnici presenti sono gli zhuang, gli yao, gli hui, i miao, gli han e i dong.

## Economia

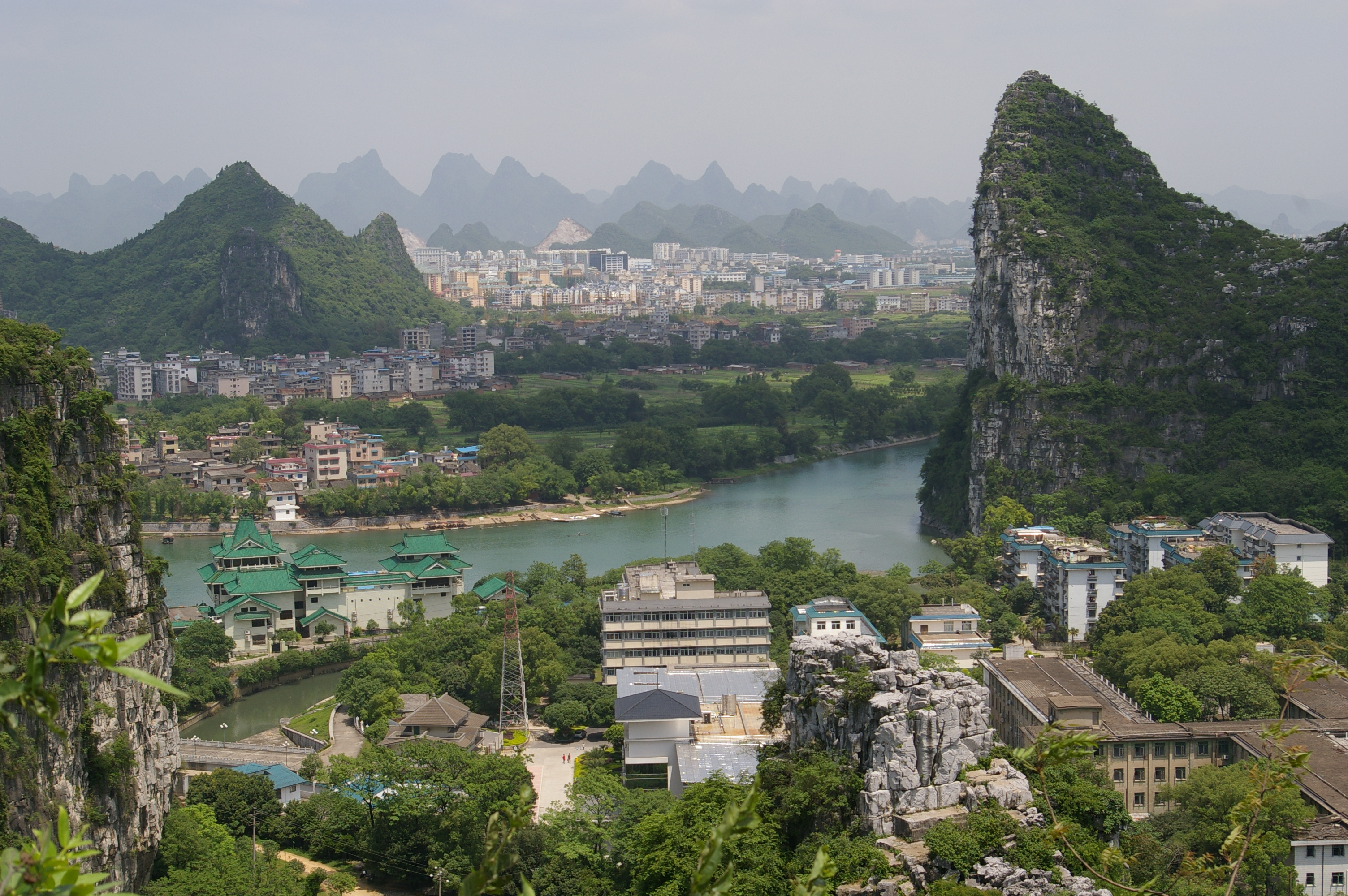
Guilin e le formazioni carsiche nei dintorni

Le produzioni locali comprendono prodotti farmaceutici, tra cui farmaci erboristici cinesi, macchinari, fertilizzanti, seta, profumi, vini cinesi, tè e cinnamomo. Guilin viene considerata una delle città turistiche storicamente più importanti del paese, le bellezze del paesaggio costituiscono un richiamo per il visitatori cinesi e in particolare per quelli stranieri dal 1973, anno in cui fu aperta al turismo internazionale. La zona di maggior interesse turistico si trova lungo il Lijiang tra Guilin e la contea di Yangshuo. Lo sviluppo del turismo è andato a discapito dell'industria, con molte fabbriche che furono chiuse negli anni Ottanta a causa dell'inquinamento che producevano.

## Cultura

### Istruzione

#### Università
- Guangxi Normal University
- Guilin Medical College
- Guilin Institute of Technology
- Guilin University of Electronic Technology

### Cucina
È famosa la salsa chili di Guilin, fatta con peperoncini freschi, aglio e fagioli di soia fermentati. 
Gli spaghetti di riso di Guilin sono stati il punto fermo delle colazioni locali fin dalla dinastia Qin e sono rinomati per il loro gusto delicato. C'è una leggenda che narra che quando le truppe Qin furono colpite da un'epidemia che provocava dissenteria un cuoco creò gli spaghetti per i soldati. Questa specialità locale contiene tradizionalmente carne di cavallo, ma nelle preparazioni contemporanee questo ingrediente non è più usato. 
Lo Zongzi, una specie di gnocco fatto con riso glutinoso e pasta di fagioli mung avvolti in foglie di bambù o banano, è un'altra delizia tipica di Guilin.

## Monumenti e luoghi d'interesse

### Aree naturali
- Grotta delle Sette Stelle
- Grotta dei Flauti a canne
- Caverna del Vento
- Lago Shanhu

### Architetture religiose

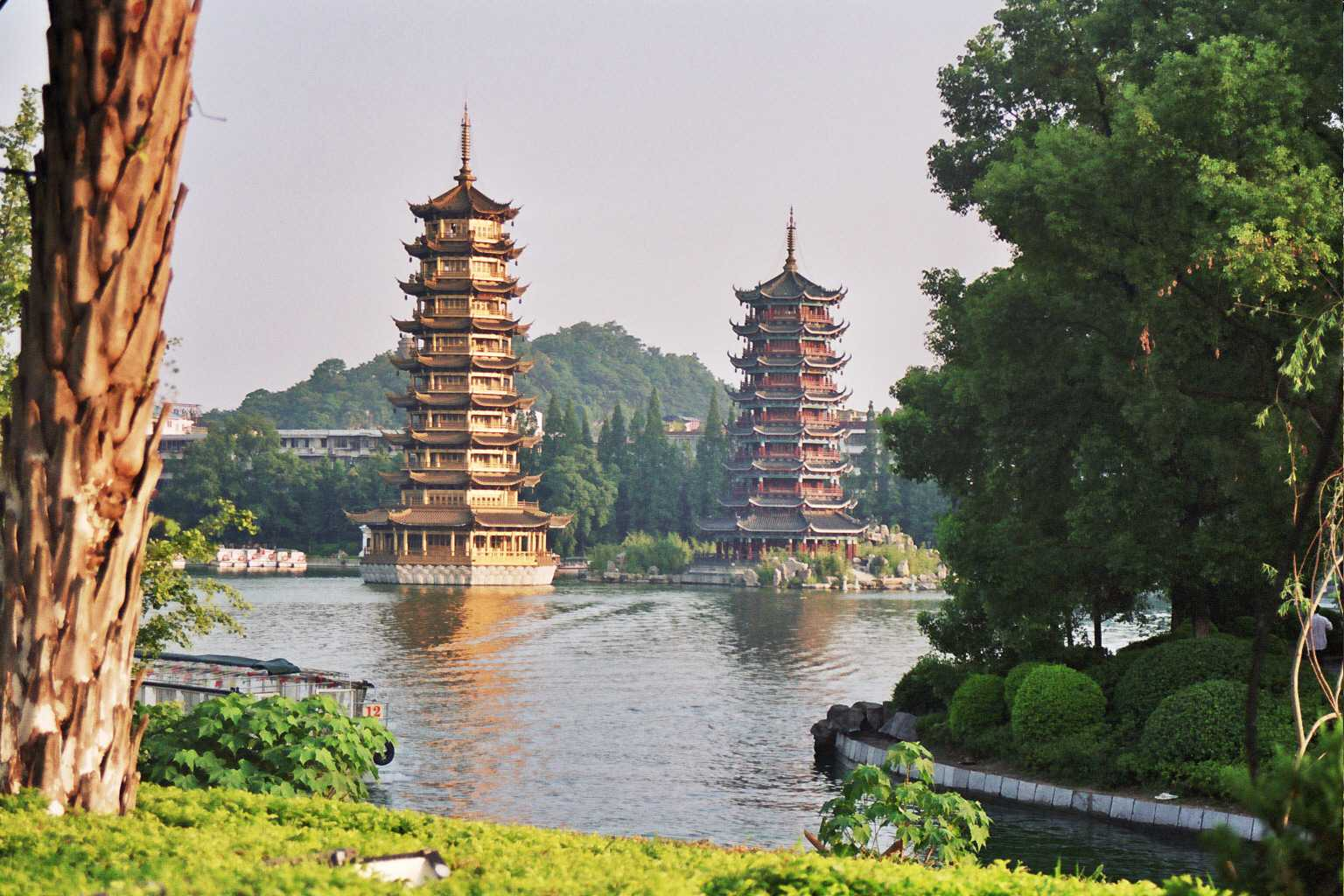
Il lago Shanhu con le pagode

- Pagode del lago Shanhu

## Amministrazione

### Gemellaggi
- Nishikatsura[2] – Contea di Lingchuan
- Kumamoto[3] – Guilin
- Toride
- Miho – Contea di Lingui
- Jeju
- Hastings
- Toruń[4]
- Orlando[5]
- Tlaxcoapan[6]
- Langkawi

## Curiosità
La scena rappresentata sulla banconota cinese da 20 renminbi è tratta da un panorama di Guilin.

## Galleria d'immagini

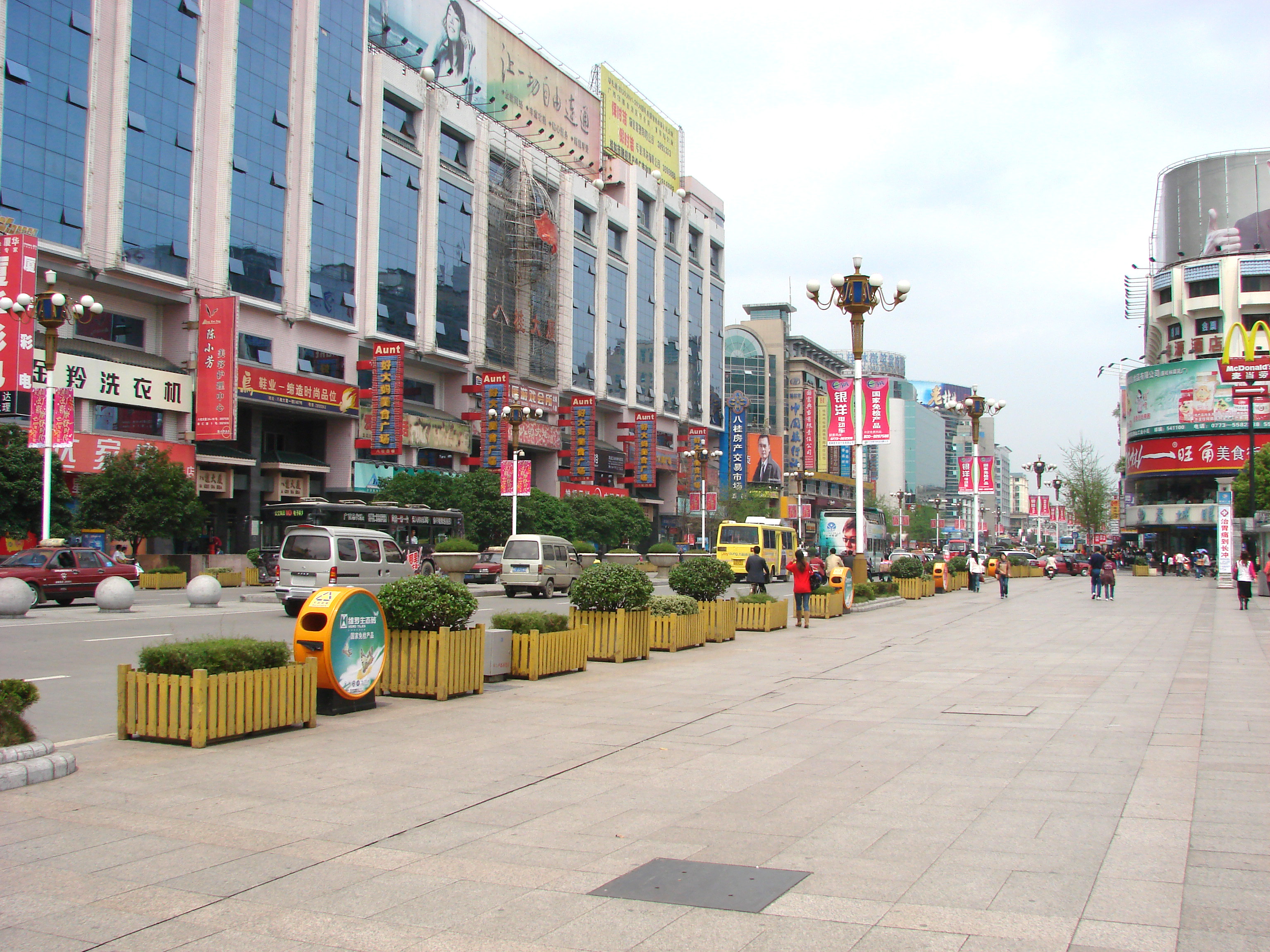
Strada principale di Guilin
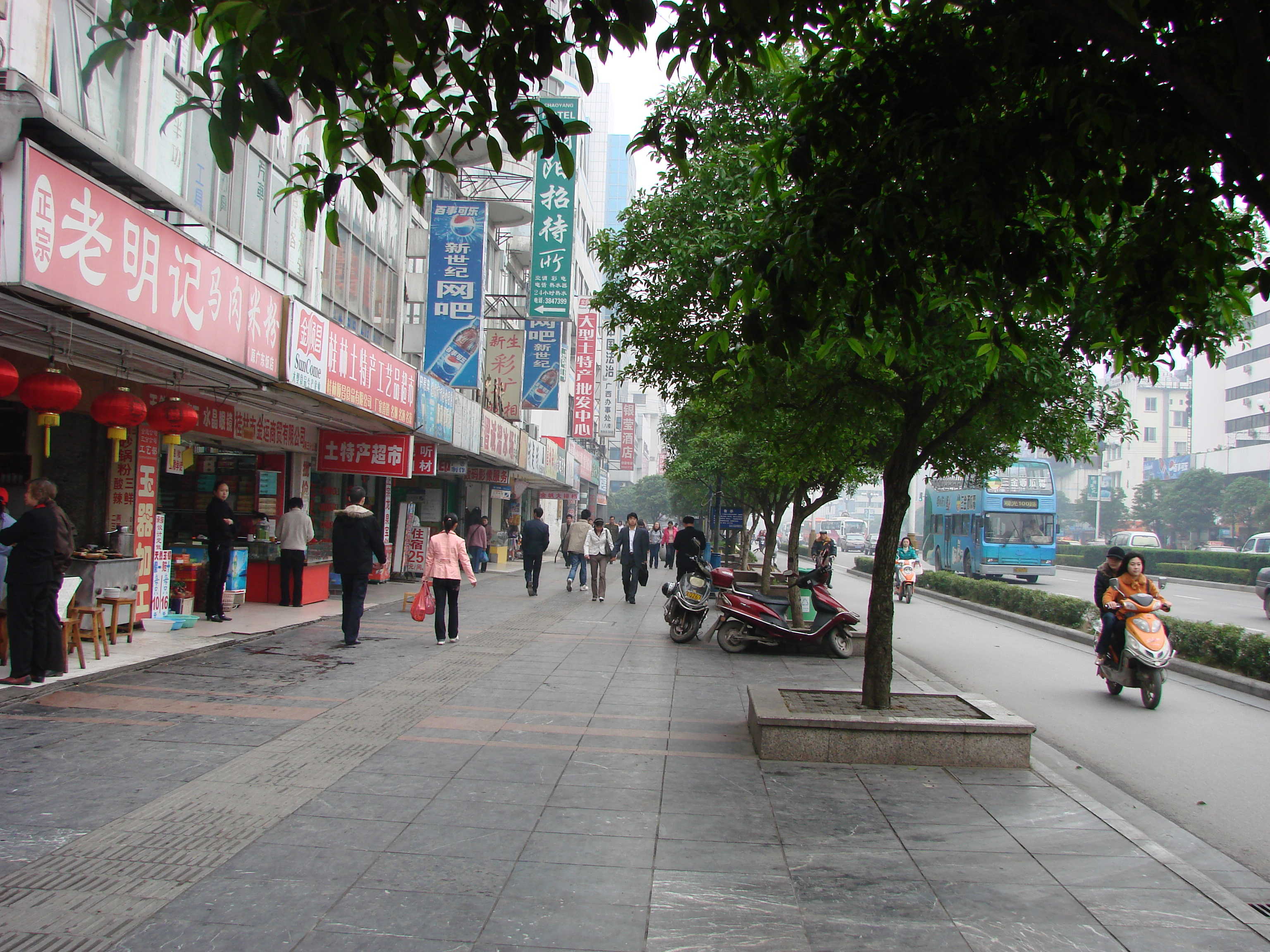
Strada principale di Guilin
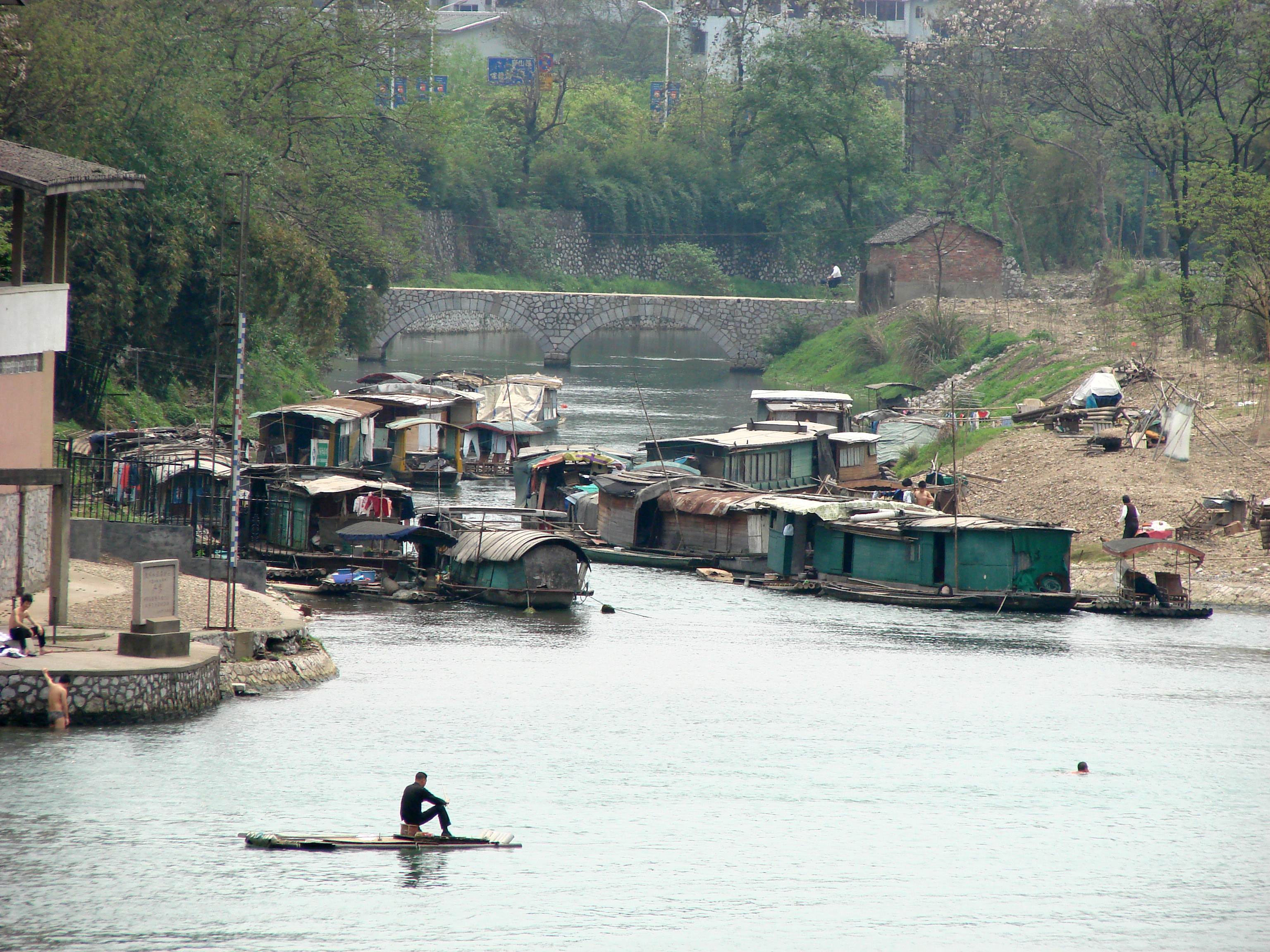
Case galleggianti